# José Villafuerte
José Voltaire Villafuerte (Esmeraldas, 27 novembre 1956) è un ex calciatore ecuadoriano, di ruolo centrocampista. Figura al decimo posto della classifica dei realizzatori della Primera Categoría Serie A.

## Caratteristiche tecniche
Giocò come centrocampista, venendo impiegato in ruoli prettamente offensivi.

## Carriera

### Club
La carriera di Villafuerte in patria fu fortemente marcata dalla sua militanza nell'El Nacional di Quito, società che gli diede la possibilità di giocare in massima divisione nazionale per quattordici stagioni. Con la compagine legata alle forze armate, difatti, vinse sette titoli dal 1975 al 1988, partecipando alle due vittorie triplici dei periodi 1976-1978 e 1982-1984. Fu inoltre capocannoniere del torneo nel 1982, con venticinque reti. Lasciò la società della capitale per trasferirsi al Filanbanco nel 1989, ritirandosi al termine di quella stessa stagione dal calcio giocato.

### Nazionale
Debuttò in Nazionale il 20 ottobre 1976. Fu convocato per la prima volta per una competizione ufficiale in occasione della Copa América 1979, dove ebbe un andamento discendente dal punto di vista della partecipazione: scelto difatti come titolare per il primo incontro, entrò a partita in corso nel secondo, e venne escluso dal terzo. Quattro anni dopo, durante Copa América 1983, fu impiegato con continuità, tanto da disputare i primi tre incontri per intero (peraltro, venendo schierato nella linea d'attacco negli ultimi due), e venne escluso dall'ultimo, contro l'Argentina. La sua ultima presenza internazionale risale al 31 marzo 1985.

## Palmarès

### Club

#### Competizioni nazionali
- Campionato ecuadoriano: 7

El Nacional: 1976, 1977, 1978, 1982, 1983, 1984, 1986

### Individuale
- Capocannoniere della Primera Categoría Serie A: 2

1982 (25 gol)